# NGC 1438
NGC 1438 is een balkspiraalstelsel in het sterrenbeeld Eridanus. Het hemelobject werd in 1886 ontdekt door de Amerikaanse astronoom Ormond Stone.

## Synoniemen
- PGC 13760
- ESO 482-41
- MCG -4-9-58